# 赵先生
《赵先生》（Mr. Zhao），是一部由吕乐导演的1998年电影。

## 剧情
上海市下岗女工周若敏（张芝华）无意中发现在大学任教师的丈夫赵先生（施京明）与从前的女学生田静（陈怡南）在搞婚外情时，于深夜对丈夫实施了凌厉攻势，要他在她与情人之间做出选择。第二日，田静告诉赵先生已怀上他的孩子，也要赵先生给个交代。赵先生的不表态令田静非常伤心，赶去医院做了人工流产，闻讯赶来的赵先生在手术室外与田静的朋友交谈时渐处下风落荒而逃，在街上被卡车撞倒成为植物人。此时，他脑子里不再有妻子和情人，代替她们出现的是赵先生出车祸前一晚在办公室无意间邂逅的异地美丽女子（蒋雯丽）。